# Kfar Aza
Kfar Aza (in ebraico כפר עזה‎?) è un kibbutz israeliano situato nel Distretto Meridionale.

## Geografia
Kfar Aza è situato nel deserto del Negev, a ridosso del confine con la Striscia di Gaza, a 5 km ad est di Gaza.

## Storia
Il kibbutz fu fondato nell'agosto 1951 da immigrati e rifugiati ebrei provenienti dall'Egitto e dalla città marocchina di Tangeri, che avevano ricevuto una formazione a Ein Harod, Ayelet HaShahar e successivamente ad Afikim. Nel 1955 fu temporaneamente abbandonato; nel gennaio di due anni dopo vi si trasferirono i membri del Mita'arim gar'in.
Durante un ampio attacco a sorpresa contro più di 20 città e villaggi nel sud di Israele, il 7 ottobre 2023 circa 70 militanti di Hamas sono penetrati a Kfar Aza, hanno massacrato i residenti e hanno lasciato il villaggio in rovina. I miliziani hanno attaccato il villaggio da quattro direzioni, distruggendo il cancello che circondava il perimetro della città, uccidendo i residenti, incendiando auto e case dopo aver forzato l'ingresso nelle abitazioni usando lanciarazzi RPG. Il 10 ottobre, dopo che l'esercito israeliano ha ripreso il controllo del villaggio, sono stati rinvenuti i cadaveri di circa 200 abitanti.